# Corrente di offset
In elettronica, la corrente di offset (IOS) in un amplificatore operazionale è la corrente elettrica data dalla differenza tra le due correnti di ingresso quando la tensione d'uscita è nulla e l'amplificatore a riposo. Si misura applicando agli ingressi la tensione di offset, i quali ottengono uscita nulla.